# Leichtathletik-Europameisterschaften 2002/Dreisprung der Männer

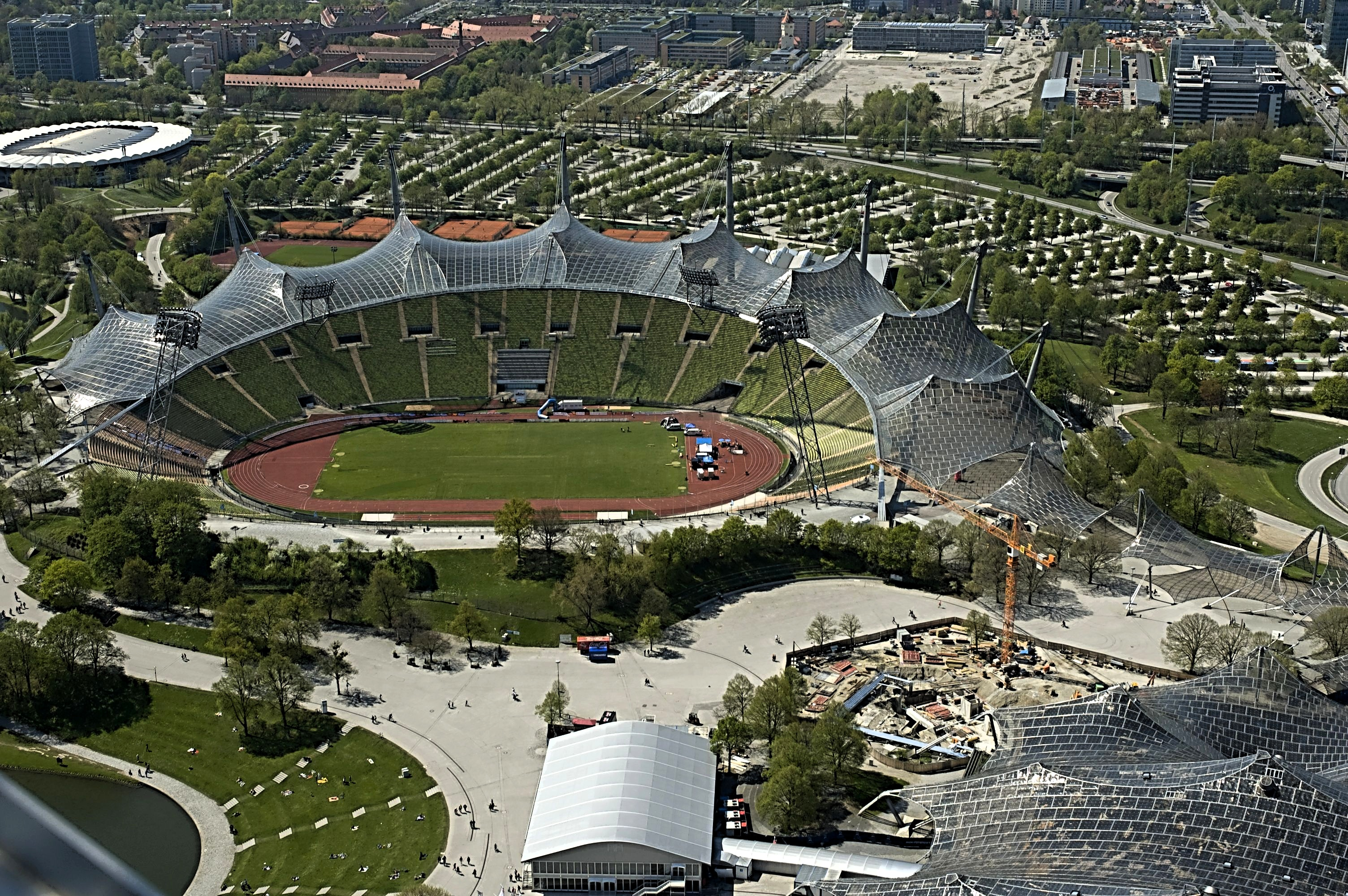
Das Olympiastadion in München von oben im Jahr 2009

Der Dreisprung der Männer bei den Leichtathletik-Europameisterschaften 2002 wurde am 6. und 8. August 2002 im Münchener Olympiastadion ausgetragen.
Europameister wurde der schwedische Vizeweltmeister von 2001 Christian Olsson. Er gewann vor dem deutschen Weltmeister von 1999 Charles Friedek. Bronze ging an den britischen Titelverteidiger und Weltrekordinhaber Jonathan Edwards, der mit unter anderem einem Olympiasieg (2000), zwei WM-Titeln (1995/2001) und zahlreichen weiteren Medaillen zu den erfolgreichsten Dreispringern der Leichtathletikgeschichte gehört.

## Bestehende Rekorde
| Weltrekord           | 18,29 m | Jonathan Edwards | Göteborg, Schweden    | 7. August 1995  |
| Europarekord         | 18,29 m | Jonathan Edwards | Göteborg, Schweden    | 7. August 1995  |
| Meisterschaftsrekord | 17,74 m | Leonid Woloschin | EM Split, Jugoslawien | 30. August 1990 |

Der bestehende EM-Rekord wurde bei diesen Europameisterschaften nicht erreicht. Die größte Weite erzielte der im Finale fünftplatzierte Brite Phillips Idowu in der Qualifikation (Gruppe A) mit 17,54 m bei einem Rückenwind von 0,6 m/s, womit er dreißig Zentimeter unter dem Rekord blieb. Zum Welt- und Europarekord fehlten ihm 75 Zentimeter.

## Windbedingungen
In den folgenden Ergebnisübersichten sind die Windbedingungen zu den jeweiligen Sprüngen benannt. Der erlaubte Grenzwert liegt bei zwei Metern pro Sekunde. Bei stärkerer Windunterstützung wird die Weite für den Wettkampf gewertet, findet jedoch keinen Eingang in Rekord- und Bestenlisten.

## Legende
Kurze Übersicht zur Bedeutung der Symbolik – so üblicherweise auch in sonstigen Veröffentlichungen verwendet:
| NM  | keine Weite (no mark) |
| ogV | ohne gültigen Versuch |
| –   | verzichtet            |
| x   | ungültig              |

## Qualifikation
6. August 2002
24 Wettbewerber traten in zwei Gruppen zur Qualifikationsrunde an. Vier von ihnen (hellblau unterlegt) übertrafen die Qualifikationsweite für den direkten Finaleinzug von 16,80 m. Damit war die Mindestzahl von zwölf Finalteilnehmern nicht erreicht. Das Finalfeld wurde mit den acht nächstplatzierten Sportlern (hellgrün unterlegt) auf zwölf Springer aufgefüllt. So reichten für die Finalteilnahme schließlich 16,48 m.

### Gruppe A
| Platz | Name                   | Nation         | Weite (m) | Wind (m/s) |
| ----- | ---------------------- | -------------- | --------- | ---------- |
| 1     | Phillips Idowu         | Großbritannien | 17,54     | +0,6       |
| 2     | Jonathan Edwards       | Großbritannien | 16,99     | +0,9       |
| 3     | Fabrizio Donato        | Italien        | 16,80     | ±0,0       |
| 4     | Aljaksandr Hlawazki    | Belarus        | 16,78     | +0,1       |
| 5     | Konstantinos Zalagitis | Griechenland   | 16,57     | +1,1       |
| 6     | Mykola Sawolajnen      | Ukraine        | 16,50     | +0,6       |
| 7     | Lauri Leis             | Estland        | 16,37     | –0,2       |
| 8     | Igor Spassowchodski    | Russland       | 16,28     | +1,0       |
| 9     | Vladimir Letnicov      | Moldau         | 16,09     | +0,2       |
| 10    | Boštjan Šimunič        | Slowenien      | 15,64     | +1,3       |
| 11    | Christos Meletoglou    | Griechenland   | 15,24     | ±0,0       |
| NM    | Ionuţ Pungă            | Rumänien       | ogV       |            |

### Gruppe B

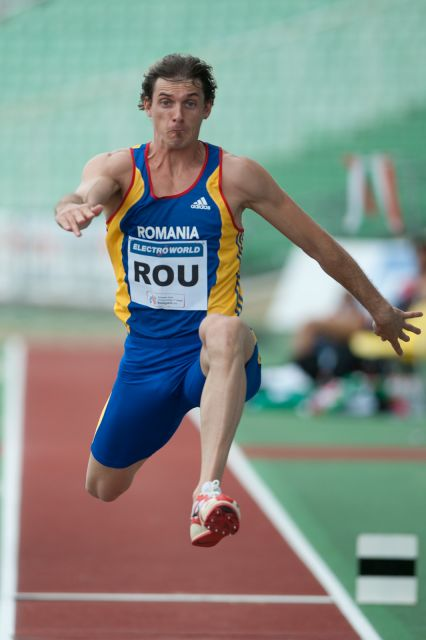
Marian Oprea fehlte zur Finalteilnahme lediglich ein Zentimeter
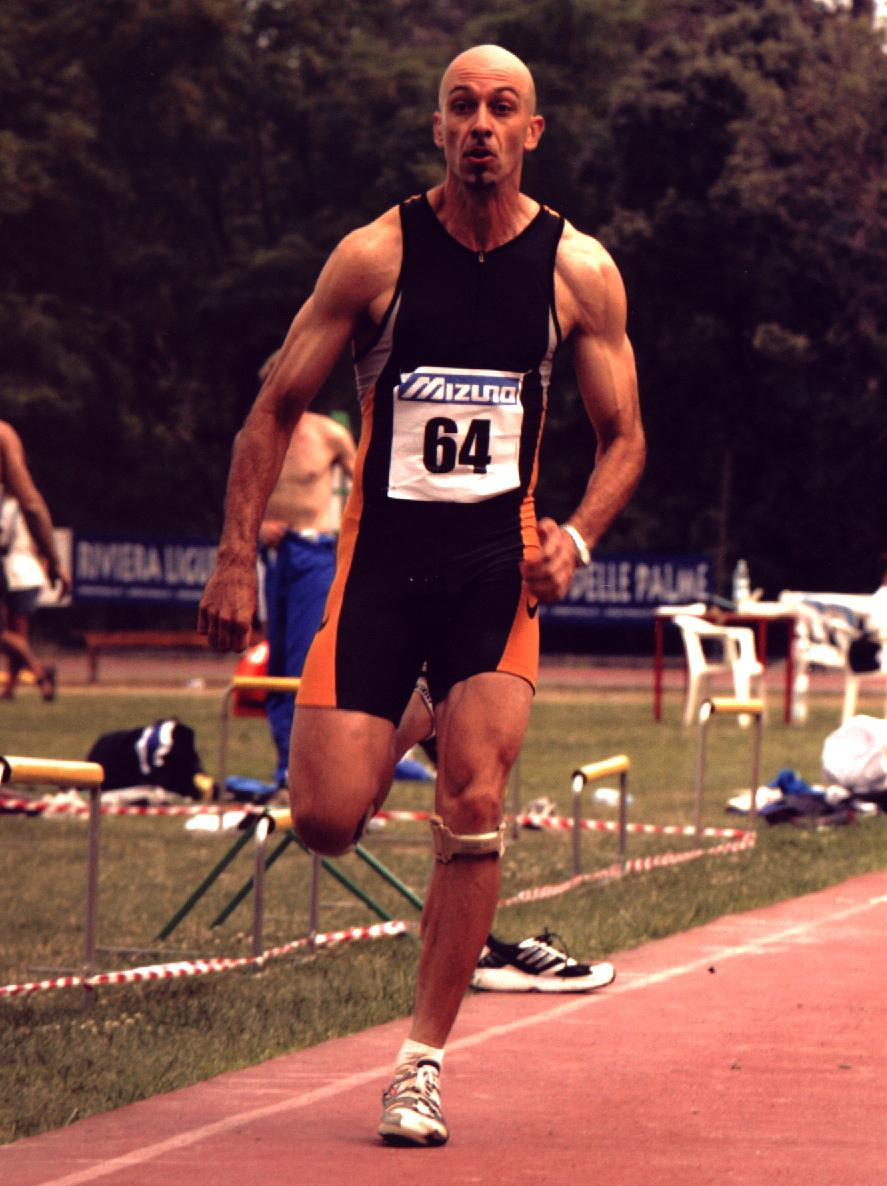
Avi Tayari schied mit seinen 15,94 m in der Qualifikation aus

| Platz | Name                | Nation         | Weite (m) | Wind (m/s) |
| ----- | ------------------- | -------------- | --------- | ---------- |
| 1     | Christian Olsson    | Schweden       | 17,01     | +1,1       |
| 2     | Rostislaw Dimitrow  | Bulgarien      | 16,77     | +0,1       |
| 3     | Charles Friedek     | Deutschland    | 16,77     | +0,7       |
| 4     | Alexej Musikin      | Russland       | 16,64     | +0,2       |
| 5     | Julien Kapek        | Frankreich     | 16,53     | +1,6       |
| 6     | Tosin Oke           | Großbritannien | 16,48     | +0,5       |
| 7     | Michaël Velter      | Belgien        | 16,47     | +1,6       |
| 8     | Marian Oprea        | Rumänien       | 16,47     | +0,4       |
| 9     | Arvydas Nazarovas   | Litauen        | 16,17     | +0,2       |
| 10    | Jacek Kazimierowski | Polen          | 15,94     | +0,9       |
| 11    | Avi Tayari          | Israel         | 15,94     | –0,6       |
| NM    | Stamátios Lénis     | Griechenland   | ogV       |            |

## Finale

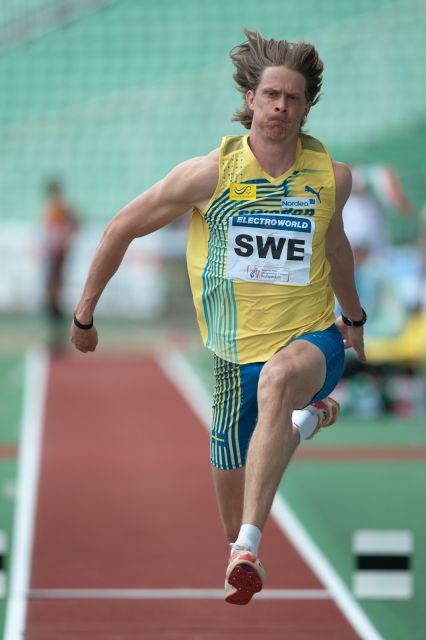
Der Vizeweltmeister von 2001 Christian Olsson wurde Europameister – später war er Olympiasieger (2004), Weltmeister (2005) und noch einmal Europameister (2006)

8. August 2002
| Platz | Name                   | Nation         | Resultat (m) Wind (m/s) | 1. Versuch (m) Wind (m/s) | 2. Versuch (m) Wind (m/s) | 3. Versuch (m) Wind (m/s) | 4. Versuch (m) Wind (m/s)                | 5. Versuch (m) Wind (m/s)                | 6. Versuch (m) Wind (m/s)                |
| 1     | Christian Olsson       | Schweden       | 17,53 ±0,0              | 17,16 –0,3                | 17,44 –0,6                | 17,42 ±0,0                | 16,43 ±0,0                               | 17,53 ±0,0                               | –                                        |
| 2     | Charles Friedek        | Deutschland    | 17,33 –0,1              | x                         | 17,33 –0,1                | x                         | x                                        | x                                        | x                                        |
| 3     | Jonathan Edwards       | Großbritannien | 17,32 +0,2              | 17,12 –0,1                | 17,32 +0,2                | 17,11 –0,2                | x                                        | 17,11 +0,2                               | x                                        |
| 4     | Fabrizio Donato        | Italien        | 17,15 +0,2              | x                         | 17,15 +0,2                | x                         | x                                        | x                                        | x                                        |
| 5     | Phillips Idowu         | Großbritannien | 16,92 –1,0              | x                         | 15,29 +0,4                | 16,92 –1,0                | 16,85 –0,4                               | x                                        | 15,62 ±0,0                               |
| 6     | Aljaksandr Hlawazki    | Belarus        | 16,86 ±0,0              | 16,37 –0,2                | x                         | 16,86 ±0,0                | x                                        | x                                        | x                                        |
| 7     | Julien Kapek           | Frankreich     | 16,66 –0,4              | 15,92 –0,2                | 16,66 –0,4                | 16,57 –0,7                | x                                        | x                                        | 16,31 ±0,0                               |
| 8     | Konstantinos Zalagitis | Griechenland   | 16,62 –0,2              | 16,62 –0,2                | 16,46 +0,3                | x                         | x                                        | x                                        | 15,30 +0,2                               |
| 9     | Rostislaw Dimitrow     | Bulgarien      | 16,57 –0,6              | x                         | 16,16 –0,2                | 16,57 –0,6                | nicht im Finale der besten acht Springer | nicht im Finale der besten acht Springer | nicht im Finale der besten acht Springer |
| 10    | Mykola Sawolajnen      | Ukraine        | 16,55 +0,2              | 16,55 +0,2                | x                         | 16,39 –0,3                | nicht im Finale der besten acht Springer | nicht im Finale der besten acht Springer | nicht im Finale der besten acht Springer |
| 11    | Alexej Musikin         | Russland       | 16,47 +0,7              | 16,47 +0,7                | 16,09 –0,2                | 16,45 –0,2                | nicht im Finale der besten acht Springer | nicht im Finale der besten acht Springer | nicht im Finale der besten acht Springer |
| NM    | Tosin Oke              | Großbritannien | ogV                     | x                         | x                         | x                         | nicht im Finale der besten acht Springer | nicht im Finale der besten acht Springer | nicht im Finale der besten acht Springer |

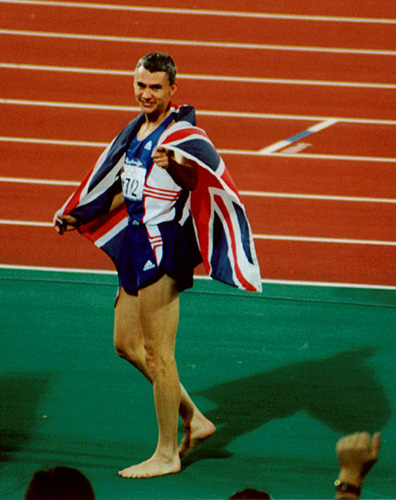
Der Routinier Jonathan Edwards gewann noch einmal Bronze, er hatte seine größten Erfolge bereits vorher
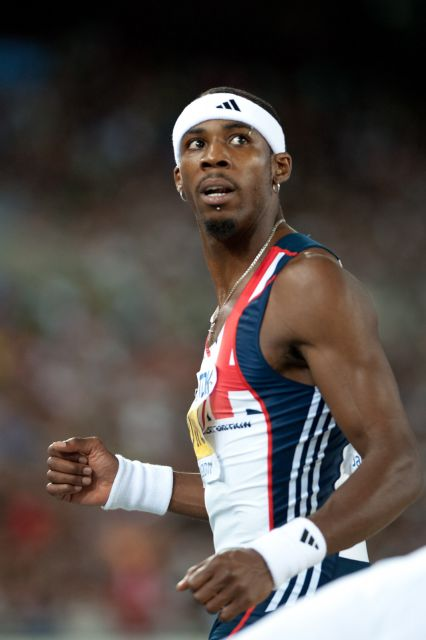
Phillips Idowu belegte Rang fünf
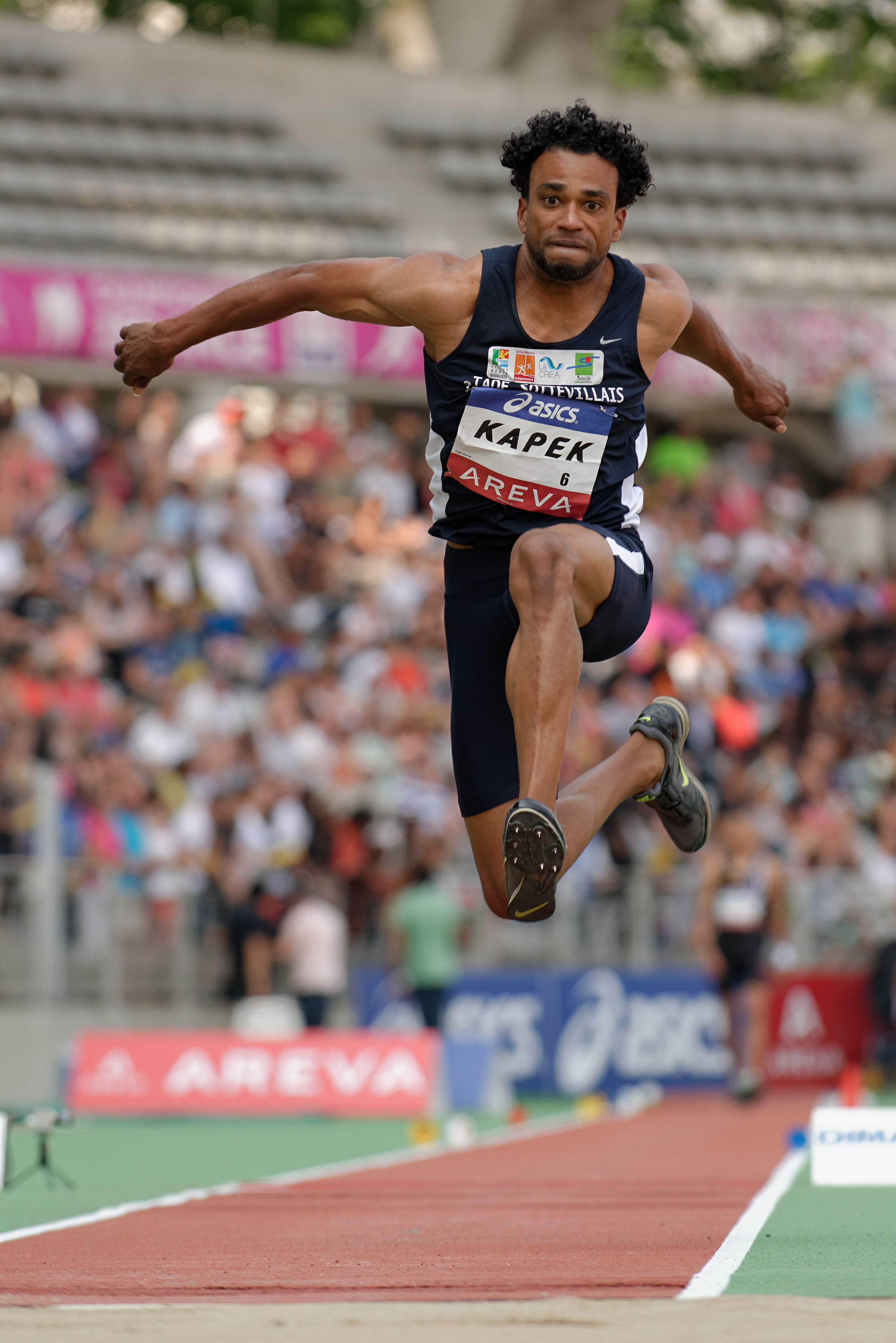
Der achtplatzierte Julien Kapek

## Videolinks
- EUROPEAN CHAMPIONSHIPS-MUNICH 2002-PART1 OF 5, Bereich 0:00 min – 8.40 min, youtube.com, abgerufen am 20. Januar 2023
- EUROPEAN CHAMPIONSHIPS-MUNICH 2002-PART2, Bereiche 2:13 min – 2:55 min / 4:07 min – 4:19 min / 8:45 min – 9:25 min, youtube.com, abgerufen am 20. Januar 2023
- EUROPEAN CHAMPIONSHIPS MUNICH 2002 PART 3, Bereiche 3;44 min – 4:16 min / 8:11 min – 9:10 min, youtube.com, abgerufen am 20. Januar 2023
- EUROPEAN CHAMPIONSHIPS MUNICH 2002 PART4, Bereiche 0:00 min – 5:02 min / 8:11 min – 8:55 min, youtube.com, abgerufen am 20. Januar 2023
- EUROPEAN CHAMPIONSHIPS MUNICH 2002 PART5, Bereiche 0:00 min – 1:52 min / 4:24 min – 6:06 min, youtube.com, abgerufen am 20. Januar 2023